# Svenska mästerskapen i längdskidåkning 1954
Svenska mästerskapen i längdskidåkning 1954 arrangerades, som en del av stora SM-veckan, i Lycksele den 14-21 mars.

## Medaljörer, resultat

### Herrar
| Gren              | Guld                                                          | Guld                                                          | Guld     | Silver                                                        | Silver                                                        | Silver   | Brons                                                        | Brons                                                        | Brons   |
| 15 km             | Per-Erik Larsson                                              | IFK Mora                                                      | 53.08    | Sixten Jernberg                                               | Lima IF                                                       | 53.48    | Gunnar Eriksson                                              | IFK Mora                                                     | 54.52   |
| 30 km             | Georg Vesterlund                                              | Anundsjö IF                                                   | 2.09.03  | Martin Lundström                                              | IFK Umeå                                                      | 2.09.11  | Enar Josefsson                                               | Skellefteå SK                                                | 2.11.31 |
| 50 km             | Gunnar Karlsson                                               | IFK Umeå                                                      | 3.52.26  | Sigvard Johnsson                                              | Rossöns IF                                                    | 3.58.36  | Martin Lundström                                             | IFK Umeå                                                     | 4.03.15 |
| Stafett 3 x 10 km | IFK Mora (Sune Larsson, Gunnar Larsson, Per-Erik Larsson)     | IFK Mora (Sune Larsson, Gunnar Larsson, Per-Erik Larsson)     | 1.55.01  | IFK Umeå (Gunnar Karlsson, Martin Lundström, Stig Gunnarsson) | IFK Umeå (Gunnar Karlsson, Martin Lundström, Stig Gunnarsson) | 1.56.24  | Östersunds SK (Hemming Hemmingsson, M. Sjöström, Nils Täpp)  | Östersunds SK (Hemming Hemmingsson, M. Sjöström, Nils Täpp)  | 1.59.22 |
| Lagtävling 15 km  | IFK Mora (Per-Erik Larsson, Gunnar Eriksson, Gunnar Larsson)  | IFK Mora (Per-Erik Larsson, Gunnar Eriksson, Gunnar Larsson)  | 2.42.53  | IFK Umeå (Stig Gunnarsson, Gunnar Karlsson, Birger Åström)    | IFK Umeå (Stig Gunnarsson, Gunnar Karlsson, Birger Åström)    | 2.47.32  | Lima IF (Sixten Jernberg, Inge Limberg, R. Norgren)          | Lima IF (Sixten Jernberg, Inge Limberg, R. Norgren)          | 2.47.36 |
| Lagtävling 30 km  | IFK Mora (Sune Larsson, Anders Törnkvist, Gunnar Larsson)     | IFK Mora (Sune Larsson, Anders Törnkvist, Gunnar Larsson)     | 6.37.30  | Lima IF (Sixten Jernberg, Inge Limberg, G. Samuelsson)        | Lima IF (Sixten Jernberg, Inge Limberg, G. Samuelsson)        | 6.42.47  | Skellefteå SK (Enar Josefsson, L. Lundström, Sten Bergkvist) | Skellefteå SK (Enar Josefsson, L. Lundström, Sten Bergkvist) | 6.47.23 |
| Lagtävling 50 km  | IFK Umeå (Gunnar Karlsson, Martin Lundström, Lennart Backman) | IFK Umeå (Gunnar Karlsson, Martin Lundström, Lennart Backman) | 12.04.13 | Hammerdals IF (M. Risberg, G. Thor, E. Fogelkvist)            | Hammerdals IF (M. Risberg, G. Thor, E. Fogelkvist)            | 12.47.12 | Delades ej ut                                                | Delades ej ut                                                |         |

### Damer
| Gren             | Guld                                                                               | Guld                                                                               | Guld    | Silver                                                                    | Silver                                                                    | Silver  | Brons                                          | Brons                                          | Brons   |
| 10 km            | Margit Åsberg-Albrechtsson                                                         | Selångers SK                                                                       | 50.34   | Gunnel Israelsson                                                         | IFK Arvidsjaur                                                            | 51.32   | Eivor Alm                                      | IF Thor                                        | 51.38   |
| Stafett 3 x 7 km | Selångers SK (Anna-Lisa Eriksson, Maj-Britt Lindstedt, Margit Åsberg-Albrechtsson) | Selångers SK (Anna-Lisa Eriksson, Maj-Britt Lindstedt, Margit Åsberg-Albrechtsson) | 1.38.57 | IFK Arvidsjaur (Hildur Westerlund, Inga-Britt Löfmark, Gunnel Israelsson) | IFK Arvidsjaur (Hildur Westerlund, Inga-Britt Löfmark, Gunnel Israelsson) | 1.40.24 | IF Thor (Emmy Gauffin, Inga Löwdin, Eivor Alm) | IF Thor (Emmy Gauffin, Inga Löwdin, Eivor Alm) | 1.42.33 |
| Lagtävling 10 km | IFK Arvidsjaur (Gunnel Israelsson, Hildur Westerlund, Inga-Britt Löfmark)          | IFK Arvidsjaur (Gunnel Israelsson, Hildur Westerlund, Inga-Britt Löfmark)          | 2.38.04 | IF Thor (Eivor Alm, Emmy Gauffin, Inga Löwdin)                            | IF Thor (Eivor Alm, Emmy Gauffin, Inga Löwdin)                            | 2.41.01 | Arjeplogs SK                                   | Arjeplogs SK                                   | 2.52.25 |

### Webbkällor
- Svenska Skidförbundet